# Margarete Tietz
Margarete Caecilie Tietz (geborene: Dzialoszynski; geboren am 31. August 1887 in Berlin; gestorben am 26. Februar 1972 in London) war die Ehefrau des jüdischen Warenhausinhabers Alfred Leonhard Tietz. Sie war sowohl in Köln als auch nach der Emigration in die Niederlande und in die Vereinigten Staaten eine engagierte Sozialfürsorgerin, Pädagogin und Mäzenatin.

## Leben
Margarete Dzialoszynski wurde als die Tochter des aus Kępno stammenden, jüdischen Großhändlers Albert Ariel Dzialoszynski und seiner aus Vilnius stammenden Ehefrau Emma Sarah Meyermann 1887 in Berlin geboren.
Nach Abschluss der Höheren Töchterschule begann sie in Berlin mit einer pädagogischen Ausbildung. Darauf aufbauend, schloss sie ein Studium der Sozialarbeit an. In Berlin unterrichtete sie Kinder, die aus notleidenden und finanzschwachen Verhältnissen stammten.
1909 heiratete sie den ältesten Sohn des Warenhausgründers Leonhard Tietz, den Kölner Kaufmann Alfred Leonhard Tietz. Auch nach ihrer Heirat engagierte sich Margarete Tietz im sozialen Bereich. Im Jahr 1912 wurde sie in den Vorstand des Vereins für jüdische Krankenpflegerinnen gewählt. 1913 wurde der erste Sohn Wolfgang, zwei Jahre später Tochter Herta Gabriele geboren. Nach dem Tod von Leonhard Tietz übernahm der Ehemann von Margarete Tietz die Leitung der Warenhäuser der Leonhard Tietz AG. Kurze Zeit später wurde er im Ersten Weltkrieg für vier Jahre zum Wehrdienst eingezogen. Margarete Tietz engagierte sich während des Krieges in der Heimat im Vaterländischen Frauenverein und besuchte die Hochschule für kommunale und soziale Verwaltung. Wie in Berlin, unterrichtete sie auch in Köln Kinder aus unterprivilegierten Verhältnissen.
Nach dem Ersten Weltkrieg erwarb das Ehepaar Tietz die von Hervey Cotton Merrill 1908 errichtete Villa in der Parkstraße 61 in Köln-Marienburg. Im Dezember 1920 wurde der jüngste Sohn des Ehepaars, Ulrich Albert geboren.
Gemeinsam mit ihrem Ehemann unterstützte sie nach Beendigung des Krieges in Köln zahlreiche soziale Projekte und engagierte sich aktiv in der Sozialfürsorge. Sie war zeitweise Vorsitzende des Schwesternverbandes des Jüdischen Asyls, dem sie seit 1911 angehörte, Vorsitzende des Verbandes für Mütter- und Kinderrecht sowie Kölner Vereins für Frauenstudium. Gemeinsam mit ihrer Schwiegermutter Flora Tietz war sie Mitglied des Kölner Frauenklubs. Darüber hinaus gründete sie das Sommerlager für berufstätige Frauen und war Mitbegründerin des Kölner Familiendienstes. Zeitweilig leitete sie den Jüdischen Frauenbund in Köln, den Schwesternbund der Rheinland- und Moriahloge sowie die 1919 gegründete Jüdische Volksküche.
Im Jahr 1925 gehörte Margarete Tietz zu den zehn weiblichen Abgeordneten des ersten Verbandstages des Preußischen Landesverbandes jüdischer Gemeinden (PLV). In der Weltwirtschaftskrise Anfang der 1930er Jahre organisierte sie mit Familienangehörigen die Versorgung von täglich 800 hungernden Menschen in Kantinen. Zeitweilig gehörte Margarete Tietz dem Sozialausschuss des Preußischen Landesverbandes jüdischer Gemeinden an. 1929 war sie eine der Mitbegründerin der GEDOK in Köln. In der Folgezeitung förderte sie zahlreiche junge Künstlerinnen.
Unmittelbar nach der Machtergreifung der Nationalsozialisten wurden die jüdischen Geschäfte und Kaufhäuser boykottiert, Kredite von den Banken aufgekündigt und die Besitzer massiv unter Druck gesetzt, die Geschäftsführung in „arische Hände“ zu übergeben. Finanziell in die Enge getrieben, trat am 31. März 1933 – einen Tag vor dem ersten landesweiten „Boykotttag“ – der Vorstand der Tietz AG geschlossen zurück. Leonhard Tietz wurde in den nächsten Wochen gezwungen, das Unternehmen weit unter Wert zu verkaufen. Die Kaufhäuser der Leonhard Tietz AG wurden „arisiert“ und von der Westdeutschen Kaufhof AG „übernommen“. Unmittelbar vor den Boykottaktionen flüchtete die Familie Tietz mit den Kindern und der Schwiegermutter Flora Tietz nach Amsterdam. Das Ehepaar Tietz kehrte noch einmal kurzfristig nach Köln zurück, um geschäftliche Dinge zu regeln. Aufgrund ihrer jüdischen Herkunft musste sie im Frühjahr 1933 alle Vereinsämter aufgeben. Margerete Tietz verließ am 9. Juli 1933 Köln und ging mit ihrem Mann ins Saargebiet. 1934 emigrierte das Ehepaar ebenfalls nach Amsterdam. Hier engagierte sie sich im Jewish Advisory Board sowie im Joodsche Vrouwencomité und gründete einen Club of Refugees in Amsterdam. Sie unterstützte und unterrichtete deutsche Emigranten vor ihrer Auswanderung nach England und die Vereinigten Staaten.
Unmittelbar vor dem Einmarsch der Wehrmacht nach Amsterdam flüchtete die Familie Tietz 1940 mit dem letzten auslaufenden Schiff nach Palästina. Ein Jahr später, am 4. August 1941, starb Alfred Tietz im Alter von 58 Jahren. Um ihren Lebensunterhalt zu sichern, eröffnete Margarete Tietz in Jerusalem-Talpiot ein Gästehaus. Aus den Erlösen finanzierte sie das Medizinstudium der Tochter Herta. Nach dem Zweiten Weltkrieg kam für Margarete Tietz eine Rückkehr nach Deutschland nicht in Frage. Im Jahr 1948 wanderte sie aus Palästina in die eigentlich ursprünglich vom Ehepaar Tietz favorisierten Vereinigten Staaten aus, wo sich zahlreiche Verwandte und enge Freunde der Familie niedergelassen hatten.
Sie ließ sich an der Westküste der USA nieder. Die ebenfalls aus Köln geflüchtete Sozialwissenschaftlerin und Quäkerin Hertha Kraus bat Margarete Tietz um Mithilfe beim Umzug eines Altenheims für Flüchtlinge aus Europa von New York nach Newark. Wie bereits in Deutschland und den Niederlanden, engagierte sich Margarete Tietz für kranke und ältere Mitbürger, insbesondere für Flüchtlinge und Überlebende des Holocausts. Sie gründete eine Sozialstiftung auf ihren Namen und übernahm die Leitung verschiedener sozialer Einrichtungen. An der New York University vertiefte sie ihr Wissen in Bereich der Gerontologie. Sie gründete das Margaret Tietz Nursing & Rehabilitation Center, in dem – ähnlich wie in dem von Hertha Kraus in Köln konzipierten Wohnprojekt der Riehler Heimstätten –  Bewohner verschiedener Konfessionen in einer Anlage mit einem Wohnstift, Pflegeheimen und einem Versorgungsbereich für Personen mit körperlichen und psychischen Einschränkungen leben konnten.
Margarete Tietz starb am 26. Februar 1972 im Alter von 84 Jahren während einer Besuchsreise in London.

## Ehrungen und Gedenken

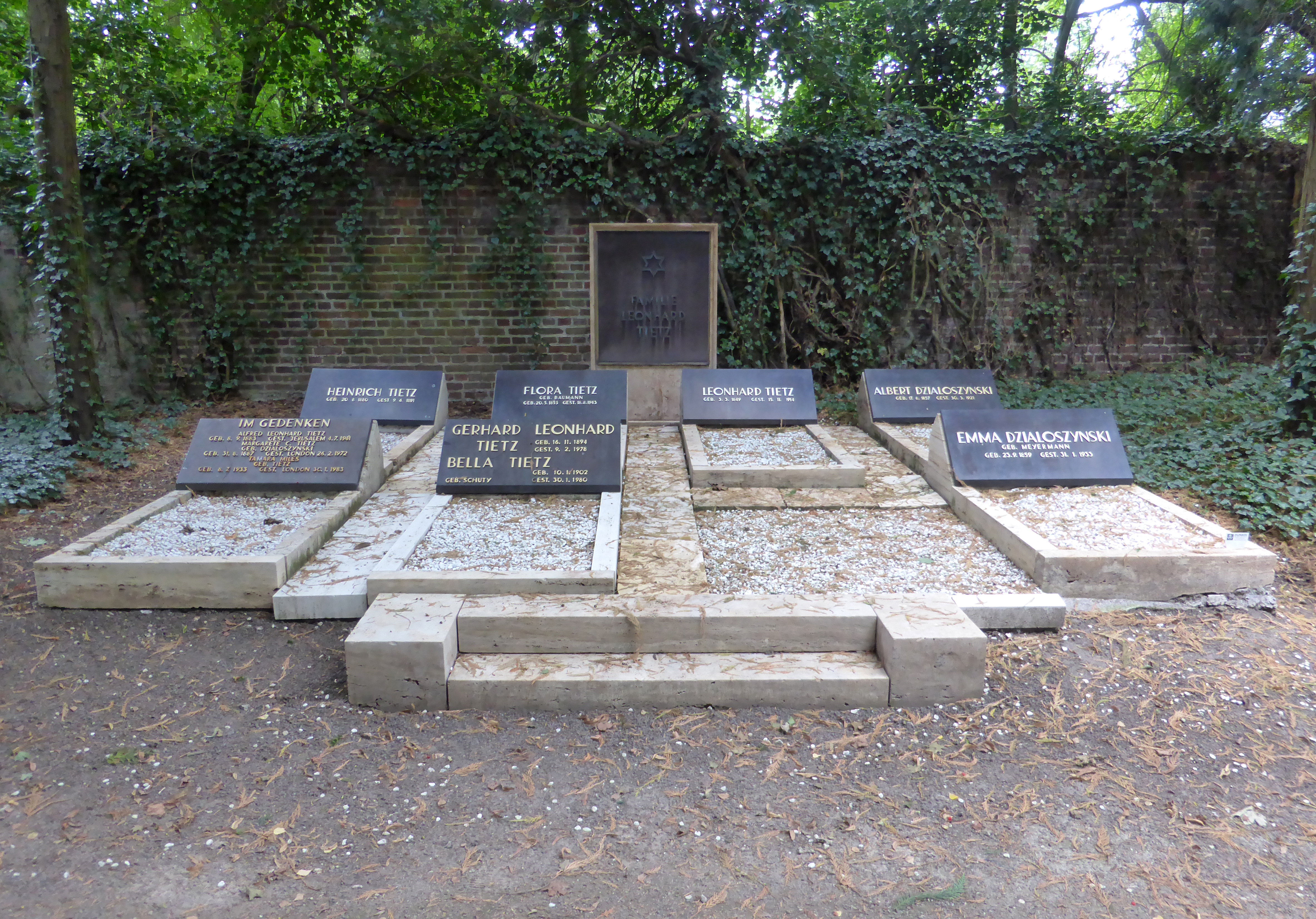
Gedenktafel für Margarete und Alfred L. Tietz (links vorn) auf dem Jüdischen Friedhof Köln-Bocklemünd

Für ihr soziales Engagement wurde Margarete Tietz anlässlich des 30. Jahrestages der Gründung der American Federation of Jews from Central Europe ausgezeichnet. In den Vereinigten Staaten gründete sie die Margaret Tietz Foundation, die soziale Projekte für jüdische Emigranten unterstützte. Sie gründete Mitte der 1960er Jahre das Margaret Tietz Nursing & Rehabilitation Center in Jamaica (Queens), New York City.
Auf dem Kölner Jüdischen Friedhof Bocklemünd erinnert eine Gedenktafel auf dem Familiengrab Tietz an das Ehepaar Margarete und Alfred L. Tietz.
Am 18. März 2019 wurden vor dem ehemaligen Wohnhaus der Familie Tietz, Parkstraße 61 in Köln-Marienburg von Künstler Gunter Demnig, Stolpersteine zum Gedenken an Margarete Tietz sowie ihren Ehemann Alfred und die drei Kinder Wolfgang Leonhard (geb. 1913), Herta Gabriele (geb.1915) und Ulrich Albert Leonhard (geb.1920) verlegt. Die Stolpersteinverlegung wurde durch die Sektion Rheinland Köln des Deutschen Alpenvereins initiiert.

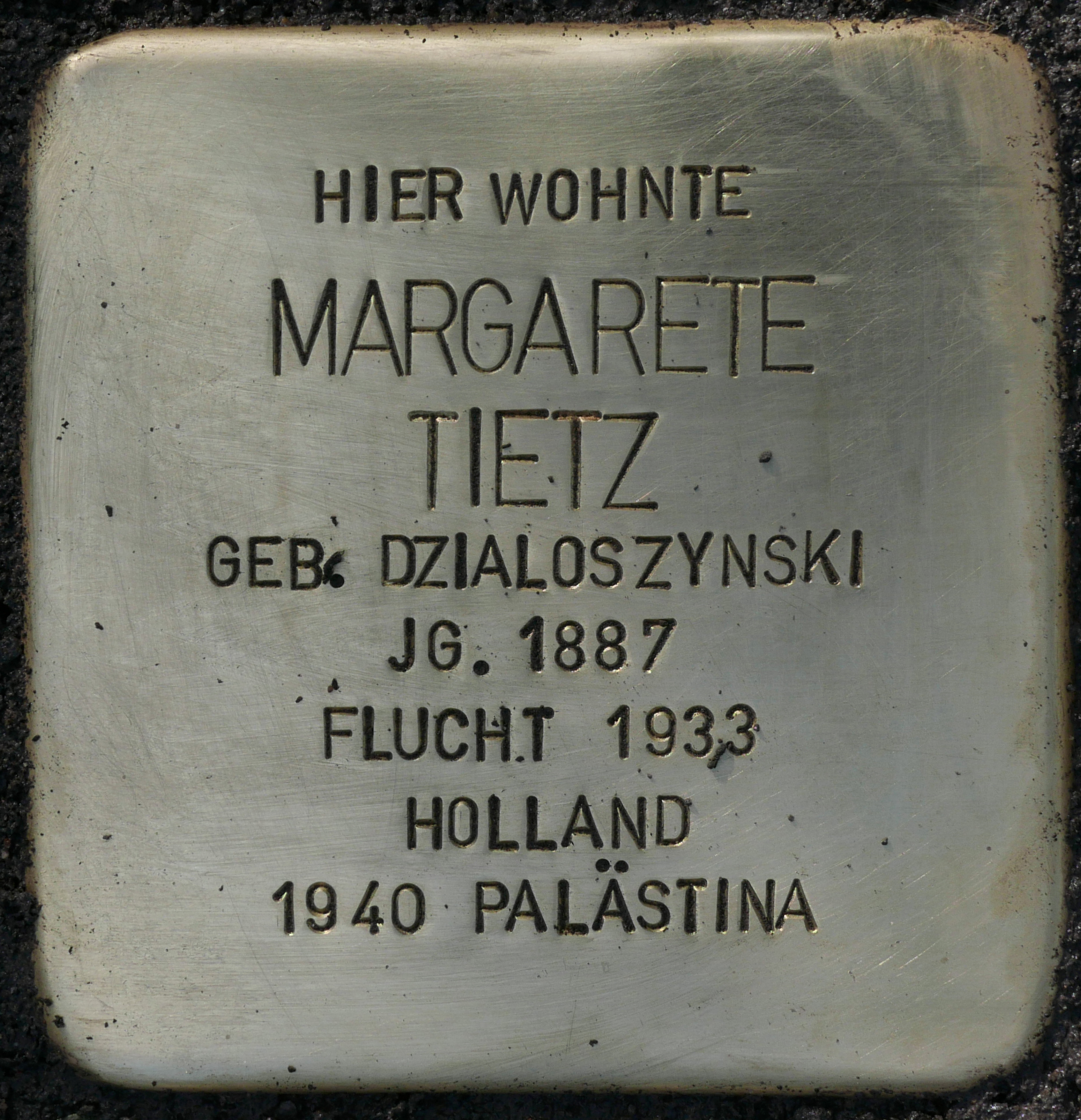
Stolperstein für Margarete Tietz
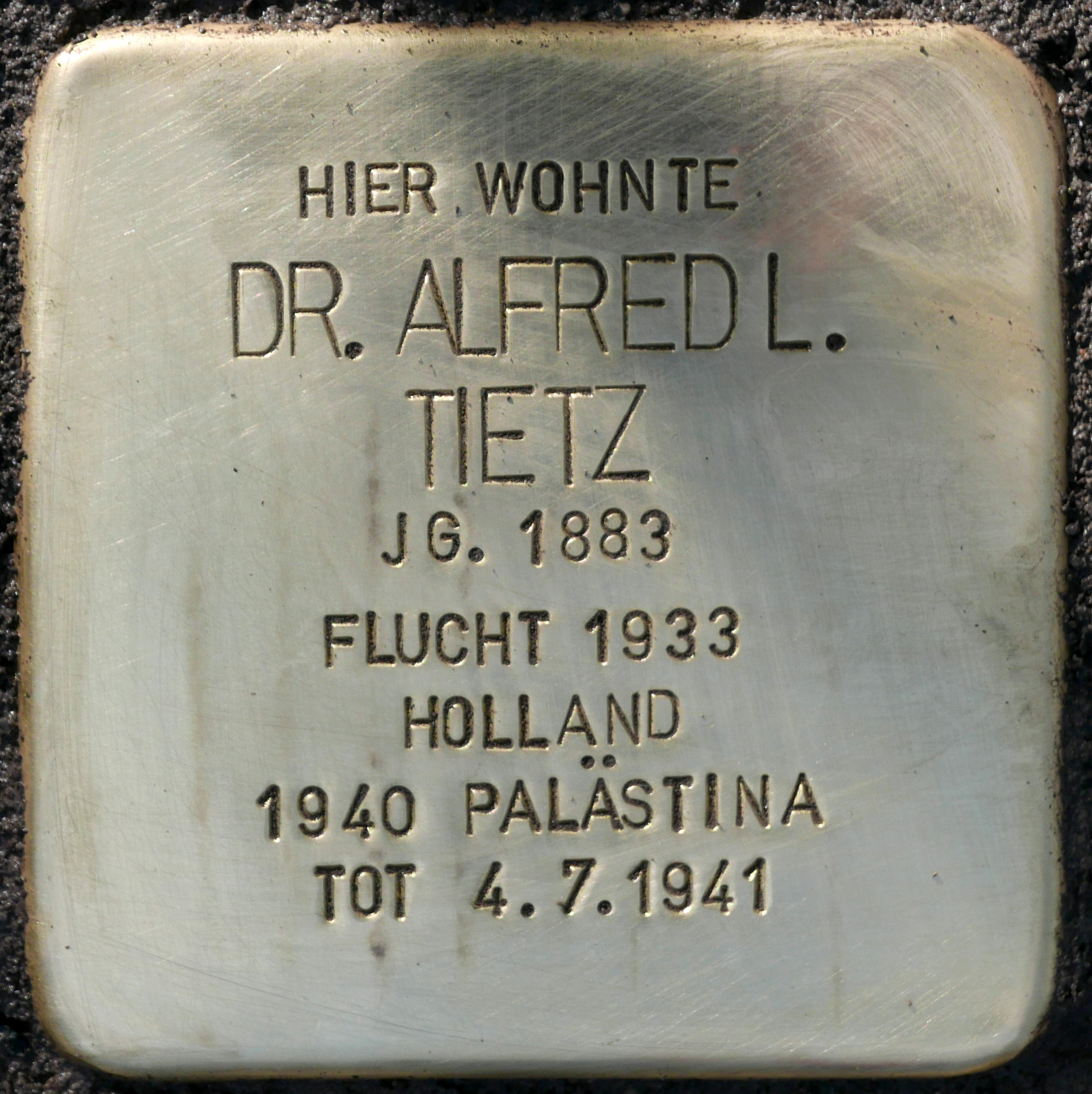
Stolperstein für Alfred Leonhard Tietz
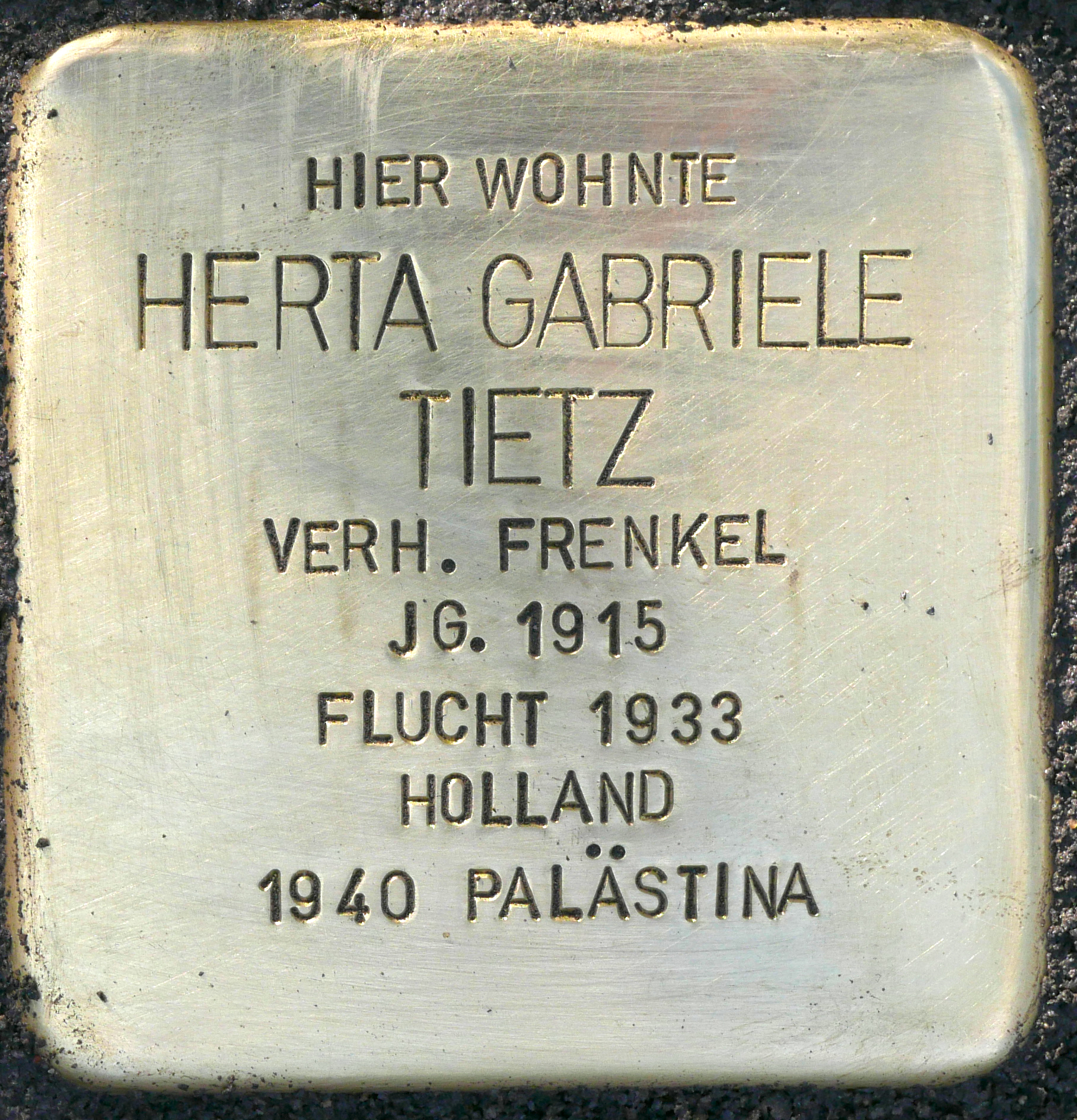
Stolperstein für Herta Gabriele Tietz
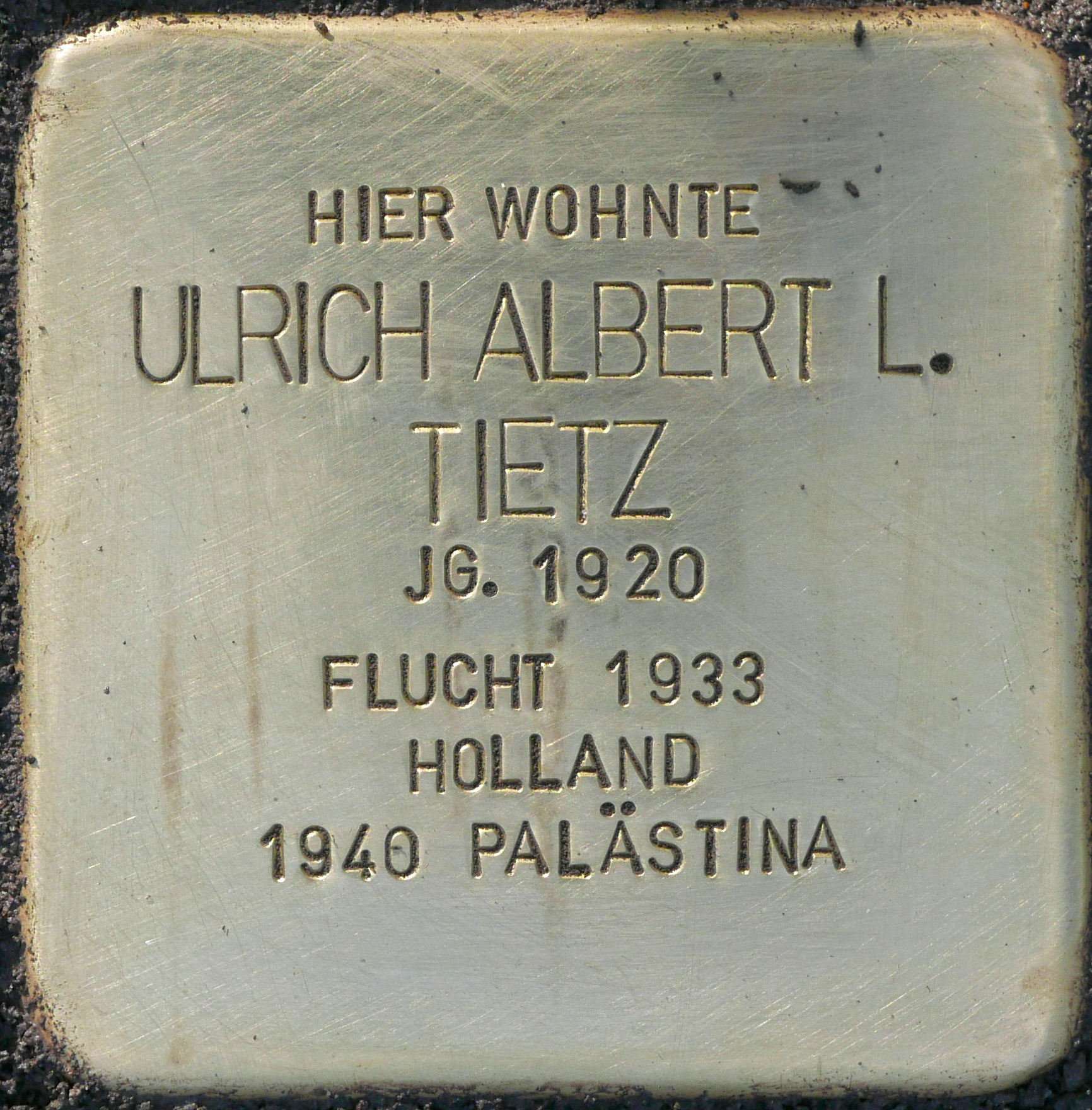
Stolperstein für Ulrich Albert L. Tietz
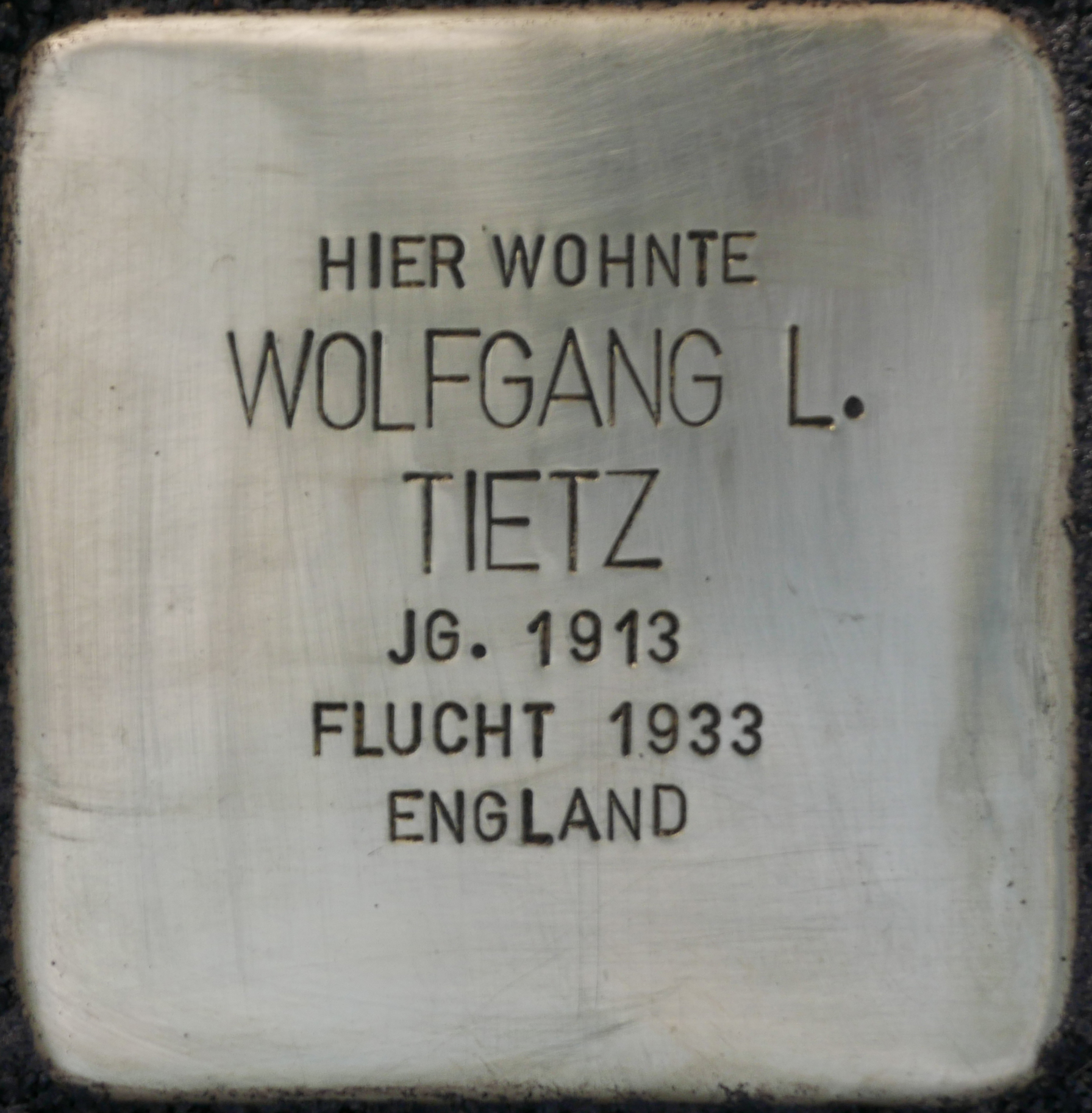
Stolperstein für Wolfgang L. Tietz